# Marquette University Women's Volleyball
La Marquette University Women's Volleyball è la squadra pallavolo femminile appartenente alla Marquette University, con sede a Milwaukee (Wisconsin): milita nella Big East Conference della NCAA Division I.

## Storia
Il programma di pallavolo femminile della Marquette University nasce nel 1975. Solo con l'arrivo di Bond Shymansky in panchina e dopo aver cambiato in diverse occasioni conference, le Golden Eagles ottengono i primi risultati di rilievo della propria storia: centrano la prima post-season della propria storia, partecipando alla NCAA Division I 2011, uscendo al secondo turno, e si aggiudicano la prima edizione della nuova Big East Conference nel 2013.
Nel 2014 Ryan Theis viene nominato nuovo allenatore del programma, che nel torneo NCAA 2018 ottiene il miglior risultato della propria storia, spingendosi fino alle Sweet Sixteen.

## Record
| Piazzamento          |    | Edizione                                      |
| -------------------- | -- | --------------------------------------------- |
| Tornei NCAA          | 13 | Sweet Sixteen: 3 2018, 2022, 2024             |
| Tornei NCAA          | 13 | Secondo turno: 5 2011, 2013, 2015, 2019, 2023 |
| Tornei NCAA          | 13 | Primo turno: 5 2012, 2014, 2016, 2017, 2021   |
| Titoli di conference | 1  | Big East Conference: 1 2013                   |

## Conference
- North Star Conference: 1986-1988
- Horizon League[1]: 1989-1990
- Great Midwest Conference: 1991-1994
- Conference USA: 1995-2004
- Big East Conference: 2005-2012
- Big East Conference: 2013-

## All-America

### Second Team
- Allie Barber (2018)

### Third Team
- Elizabeth Koberstein (2013)

## Allenatori
- Tat Shiely: 1975-1998
- Laura Farina: 1999-2011
- Pati Rolf: 2002-2008
- Bond Shymansky: 2009-2013
- Ryan Theis: 2014-